# Dioscorea platycolpota
Dioscorea platycolpota är en enhjärtbladig växtart som beskrevs av Edwin Burton Uline och Benjamin Lincoln Robinson. Dioscorea platycolpota ingår i släktet Dioscorea och familjen Dioscoreaceae. Inga underarter finns listade i Catalogue of Life.